# Aethiopia paratanganjicae
Aethiopia paratanganjicae är en skalbaggsart som beskrevs av Stefan von Breuning 1971. Aethiopia paratanganjicae ingår i släktet Aethiopia och familjen långhorningar. Inga underarter finns listade i Catalogue of Life.